# Associazione Calcio Giacomense 2012-2013
Questa voce raccoglie le informazioni riguardanti l'Associazione Calcio Giacomense nelle competizioni ufficiali della stagione 2012-2013.

## Rosa
| N. |                   | Ruolo | Calciatore         |
| -- | ----------------- | ----- | ------------------ |
|    | Italia (bandiera) | D     | Simone Bettati     |
|    | Italia (bandiera) | D     | Fabio Buscaroli    |
|    | Italia (bandiera) | C     | Mattia Caddeo      |
|    | Italia (bandiera) | D     | Kadir Caiti        |
|    | Italia (bandiera) | D     | Simone Calori      |
|    | Italia (bandiera) | C     | Stefano Capellupo  |
|    | Italia (bandiera) | D     | Federico Cenerini  |
|    | Italia (bandiera) | A     | Lorenzo Dal Rio    |
|    | Italia (bandiera) | P     | Tupac De Marco     |
|    | Italia (bandiera) | C     | Gianluca Draghetti |
|    | Italia (bandiera) | A     | Simone Fantoni     |
|    | Italia (bandiera) | C     | Dennis Ferrara     |
|    | Italia (bandiera) | D     | Giulio Gorini      |
|    | Italia (bandiera) | C     | Andrea Landi       |
|    | Italia (bandiera) | C     | Manuel Lazzari     |

| N. |                   | Ruolo | Calciatore              |
| -- | ----------------- | ----- | ----------------------- |
|    | Italia (bandiera) | D     | Adam Masina             |
|    | Italia (bandiera) | C     | Bernardo Masini         |
|    | Italia (bandiera) | A     | Gianluca Metta          |
|    | Italia (bandiera) | D     | Giuseppe Nazzani        |
|    | Italia (bandiera) | D     | Andrea Paloni           |
|    | Italia (bandiera) | A     | Jurgen Pandiani         |
|    | Italia (bandiera) | A     | Manuel Personè          |
|    | Italia (bandiera) | P     | Giacomo Poluzzi         |
|    | Italia (bandiera) | A     | Giacomo Protti          |
|    | Italia (bandiera) | C     | Matteo Rossi            |
|    | Italia (bandiera) | A     | Matteo Serlini          |
|    | Italia (bandiera) | D     | Alex Sirri              |
|    | Italia (bandiera) | C     | Thomas Tomanin          |
|    | Italia (bandiera) | A     | Massimiliano Varricchio |